# Karel Hanika
Karel Hanika (Brno, 14 aprile 1996) è un pilota motociclistico ceco.

## Carriera

### Gli inizi
Inizia a correre con le minimoto all'età di sette anni. Diventa poi campione nella categoria 125 in Repubblica Ceca e in Austria nel 2011. Nel 2012 corre nella Red Bull Rookies Cup, concludendo al terzo posto con tre vittorie. L'anno successivo vince il titolo nella stessa categoria e nel campionato europeo Moto3.

### Moto3
Nel 2014 debutta nella classe Moto3 del motomondiale, ingaggiato dal team Red Bull KTM Ajo; il compagno di squadra è Jack Miller. Ottiene come miglior risultato un nono posto in Malesia e termina la stagione al 18º posto con 44 punti. Nel 2015 rimane nello stesso team, con compagni di squadra Brad Binder e Miguel Oliveira. Ottiene come miglior risultato un settimo posto in Argentina e termina la stagione al 18º posto con 43 punti. 
Nel 2016 passa al team Platinum Bay Real Estate che gli affida una Mahindra MGP3O. Il compagno di squadra è Darryn Binder. A partire dal Gran Premio d' Olanda il suo posto in squadra viene preso da Danny Webb. Torna in gara nel Gran Premio di casa in Repubblica Ceca, in qualità di wild card in sella ad una KTM RC 250 GP del team Freundenberg Racing, chiude la gara al sedicesimo posto, miglior risultato stagionale. Partecipa inoltre al Gran Premio della Comunità Valenciana, sempre come wild card e con lo stesso team del Gran Premio di Repubblica Ceca, chiude la gara al ventiduesimo posto e la stagione senza punti.

### Derivate dalla serie: Superbike ed Endurance
Nel 2017 corre in Moto2 come wildcard nel Gran Premio della Repubblica Ceca a bordo di una Kalex. Non ottiene punti validi per la classifica mondiale. Contestualmente al mondiale, prende parte alle ultime tre prove del CEV Moto2 dove ottiene quindici punti classificandosi ventunesimo. Nel 2018 inizia la stagione come pilota titolare nel mondiale Endurance con il team Mercury Racing, prima di passare, a partire dal Gran Premio degli Stati Uniti, nel campionato mondiale Superbike dove guida una Yamaha YZF-R1 del team Guandalini Racing. In questo contesto va a sostituire il connazionale Ondřej Ježek. In questa stagione è costretto a saltare il Gran Premio di Misano e i successivi a causa di una frattura alla clavicola sinistra rimediata in una prova del campionato Alpe Adria. Il suo posto in squadra, in questo frangente, viene preso dall'italiano Alessandro Andreozzi. I punti ottenuti gli consentono comunque di chiudere al venticinquesimo posto in classifica piloti e all'undicesimo nella graduatoria del Trofeo Indipendenti.
Nel 2020 Hanika fa il suo esordio nel campionato mondiale Supersport. Partecipa infatti, in qualità di wild card, agli ultimi due Gran Premi stagionali con il team WRP Wepol Racing. Conquista sedici punti che gli consentono di chiudere al ventesimo posto in classifica piloti. Torna a disputare delle gare mondiali nel 2021 partecipando, sempre come wild card, al Gran Premio di Most del mondiale Superbike con il team IXS-YART Yamaha concludendo l'evento senza ottenere punti. Nel 2023 gareggia nel mondiale Endurance con il team YART in equipaggio con Marvin Fritz e Niccolò Canepa, grazie al quarto posto conquistato al Bol d'Or vince matematicamente il campionato. Prosegue nelle gare di durata anche nelle stagioni 2024 e 2025.

## Risultati in gara

### Motomondiale
| 2014 | Classe | Moto |    |    |     |    |     |    |    |     |     |    |    |    |     |    |    |    |   |    | Punti | Pos. |
| ---- | ------ | ---- | -- | -- | --- | -- | --- | -- | -- | --- | --- | -- | -- | -- | --- | -- | -- | -- | - | -- | ----- | ---- |
| 2014 | Moto3  | KTM  | 14 | 10 | Rit | 19 | Rit | 10 | 14 | Rit | Rit | 13 | 15 | 12 | Rit | 23 | 12 | 13 | 9 | 10 | 44    | 18º  |

| 2015 | Classe | Moto |    |    |   |    |    |    |     |   |    |    |    |     |    |     |   |    |     |     | Punti | Pos. |
| ---- | ------ | ---- | -- | -- | - | -- | -- | -- | --- | - | -- | -- | -- | --- | -- | --- | - | -- | --- | --- | ----- | ---- |
| 2015 | Moto3  | KTM  | 13 | 10 | 7 | 22 | 20 | 28 | Rit | 8 | 13 | 12 | 26 | Rit | 21 | Rit | 8 | 14 | Rit | Rit | 43    | 18º  |

| 2016 | Classe | Moto           |    |    |     |     |     |    |     |  |  |  |    |  |  |  |  |  |  |    | Punti | Pos. |
| ---- | ------ | -------------- | -- | -- | --- | --- | --- | -- | --- |  |  |  | -- |  |  |  |  |  |  | -- | ----- | ---- |
| 2016 | Moto3  | Mahindra e KTM | 30 | 24 | Rit | Rit | Rit | 20 | Rit |  |  |  | 16 |  |  |  |  |  |  | 22 | 0     |      |

| 2017 | Classe | Moto  |  |  |  |  |  |  |  |  |  |    |  |  |  |  |  |  |  |  | Punti | Pos. |
| ---- | ------ | ----- |  |  |  |  |  |  |  |  |  | -- |  |  |  |  |  |  |  |  | ----- | ---- |
| 2017 | Moto2  | Kalex |  |  |  |  |  |  |  |  |  | 22 |  |  |  |  |  |  |  |  | 0     |      |

| Legenda | 1º posto        | 2º posto            | 3º posto            | A punti      | Senza punti        | Grassetto – Pole position Corsivo – Giro più veloce |
| Legenda | Gara non valida | Non qual./Non part. | Ritirato/Non class. | Squalificato | '-' Dato non disp. | Grassetto – Pole position Corsivo – Giro più veloce |

### Campionato mondiale Superbike
| 2018 | Moto   |  |  |  |  |  |  |  |  |  |  |  |  |  |  |    |    |     |     |  |  |  |  |  |  |  |  |  |  | Punti | Pos. |
| ---- | ------ |  |  |  |  |  |  |  |  |  |  |  |  |  |  | -- | -- | --- | --- |  |  |  |  |  |  |  |  |  |  | ----- | ---- |
| 2018 | Yamaha |  |  |  |  |  |  |  |  |  |  |  |  |  |  | 13 | 14 | Inf | Inf |  |  |  |  |  |  |  |  |  |  | 5     | 24º  |

| 2021 | Moto   |  |  |  |  |  |  |  |  |  |  |  |  |  |  |  |     |     |    |  |  |  |  |  |  |  |  |  |  |  |  |  |  |  |  |  |  |  |  |  |  |  |  | Punti | Pos. |
| ---- | ------ |  |  |  |  |  |  |  |  |  |  |  |  |  |  |  | --- | --- | -- |  |  |  |  |  |  |  |  |  |  |  |  |  |  |  |  |  |  |  |  |  |  |  |  | ----- | ---- |
| 2021 | Yamaha |  |  |  |  |  |  |  |  |  |  |  |  |  |  |  | Rit | Rit | 18 |  |  |  |  |  |  |  |  |  |  |  |  |  |  |  |  |  |  |  |  |  |  |  |  | 0     |      |

| Legenda | 1º posto        | 2º posto            | 3º posto           | A punti      | Senza punti        | Grassetto – Pole position Corsivo – Giro più veloce |
| Legenda | Gara non valida | Non qual./Non part. | Ritirato/Non class | Squalificato | '-' Dato non disp. | Grassetto – Pole position Corsivo – Giro più veloce |

### Campionato mondiale Supersport
| 2020 | Moto   |  |  |  |  |  |  |  |  |  |  |  |     |   |     |    | Punti | Pos. |
| ---- | ------ |  |  |  |  |  |  |  |  |  |  |  | --- | - | --- | -- | ----- | ---- |
| 2020 | Yamaha |  |  |  |  |  |  |  |  |  |  |  | Rit | 5 | Rit | 11 | 16    | 20º  |

| Legenda | 1º posto        | 2º posto            | 3º posto           | A punti      | Senza punti        | Grassetto – Pole position Corsivo – Giro più veloce |
| Legenda | Gara non valida | Non qual./Non part. | Ritirato/Non class | Squalificato | '-' Dato non disp. | Grassetto – Pole position Corsivo – Giro più veloce |